# Мюнц, Мечислав
Мечислав Мюнц (пол. Mieczysław Münz; 31 октября 1900, Краков — 25 августа 1976) — польско-американский пианист и музыкальный педагог.
В девятилетнем возрасте начал учиться в консерватории музыкального общества Кракова у Ежи Лалевича. В 12 лет дебютировал на краковской концертной сцене, исполнив Первый концерт П. И. Чайковского. Затем последовал за своим учителем Лалевичем в Венскую академию музыки, а после Первой мировой войны обосновался в Берлине, где вошёл в круг учеников Ферруччо Бузони. В 1921 г. дебютировал с Берлинским филармоническим оркестром, исполнив произведения Иоганнеса Брамса, Ференца Листа и Сезара Франка.
В 1923 г. впервые гастролировал в США, после чего решил обосноваться там. 26 января 1925 года дал экспромтом сольный концерт в Карнеги-холле после того, как пианистка Этель Легинска не появилась на собственном выступлении, заблудившись в городе. Несмотря на интенсивную концертную карьеру, практически не оставил студийных записей, однако сохранились несколько записей его выступлений по радио, среди которых Концерт для фортепиано с оркестром № 20 Вольфганга Амадея Моцарта и Рапсодия на тему Паганини Сергея Рахманинова. В начале 1940-х гг. из-за повреждения правой руки завершил исполнительскую карьеру.
С середины 1920-х гг. преподавал в Цинциннати, затем в Кёртисовском институте, в течение более чем 30 лет, до 1963 года, в Консерватории Пибоди и потом до 1975 года в Джульярдской школе; последний год жизни преподавал в Японии. Среди его учеников — Вальтер Хауциг, Рейнальдо Рейес, Эмануэль Акс, Сара Дэвис Бюхнер и многие другие.
В 1932 г. был недолго женат на Анеле Млынарской, дочери Эмиля Млынарского, ставшей впоследствии женой Артура Рубинштейна. Умер от инфаркта.